# Варницы (Вологодская область)
Варницы — деревня в Тотемском районе Вологодской области.
Входит в состав Пятовского сельского поселения, с точки зрения административно-территориального деления — в Пятовский сельсовет.
Расстояние по автодороге до районного центра Тотьмы — 3 км, до центра муниципального образования деревни Пятовская — 1 км. Ближайшие населённые пункты — Большая Семеновская, Брагинская, Ивойлово, Пятовская, Углицкая.
По переписи 2002 года население — 791 человек (386 мужчин, 405 женщин). Преобладающая национальность — русские (99 %).
В деревне расположена церковь Воскресения Христова. Постановлением Совета Министров РСФСР № 1327 от 30.08.1960 церковь поставлена на охрану как памятник архитектуры, распоряжением Совета Министров РСФСР № 3630-р, прил. 4-6 от 23.08.1963 статус снят.